# The Brotherhood of Man
The Brotherhood of Man è un cortometraggio muto del 1912 diretto da Frank Beal.

## Produzione
Il film fu prodotto dalla Selig Polyscope Company.

## Distribuzione
Distribuito dalla General Film Company, il film - un cortometraggio di una bobina - uscì nelle sale cinematografiche statunitensi il 7 marzo 1912. Il 12 maggio dello stesso anno, venne distribuito anche nel Regno Unito.